# Karl A. Augustesen
Karl A. Augustesen, né en 1945, est un astronome danois.

## Biographie
Le Centre des planètes mineures le crédite de la découverte de six astéroïdes, effectuée entre 1984 et 1987, toutes avec la collaboration de Poul Jensen et certains avec Hans Jørn Fogh Olsen.
L'astéroïde (5171) Augustesen lui est dédié.
| (3033) Holbaek | 5 mars 1984      |
| (3318) Blixen  | 23 avril 1985    |
| (3596) Mérion  | 14 novembre 1985 |
| (3934) Tove    | 23 février 1987  |
| (5320) Lisbeth | 14 novembre 1985 |
| (5321) Jagras  | 14 novembre 1985 |